# Setau (Virrey de Kush)
| s | t · U30 | A | Z7 | D6 | A51 |

| s | t · U30 | A | Z7 | D6 | A51 |

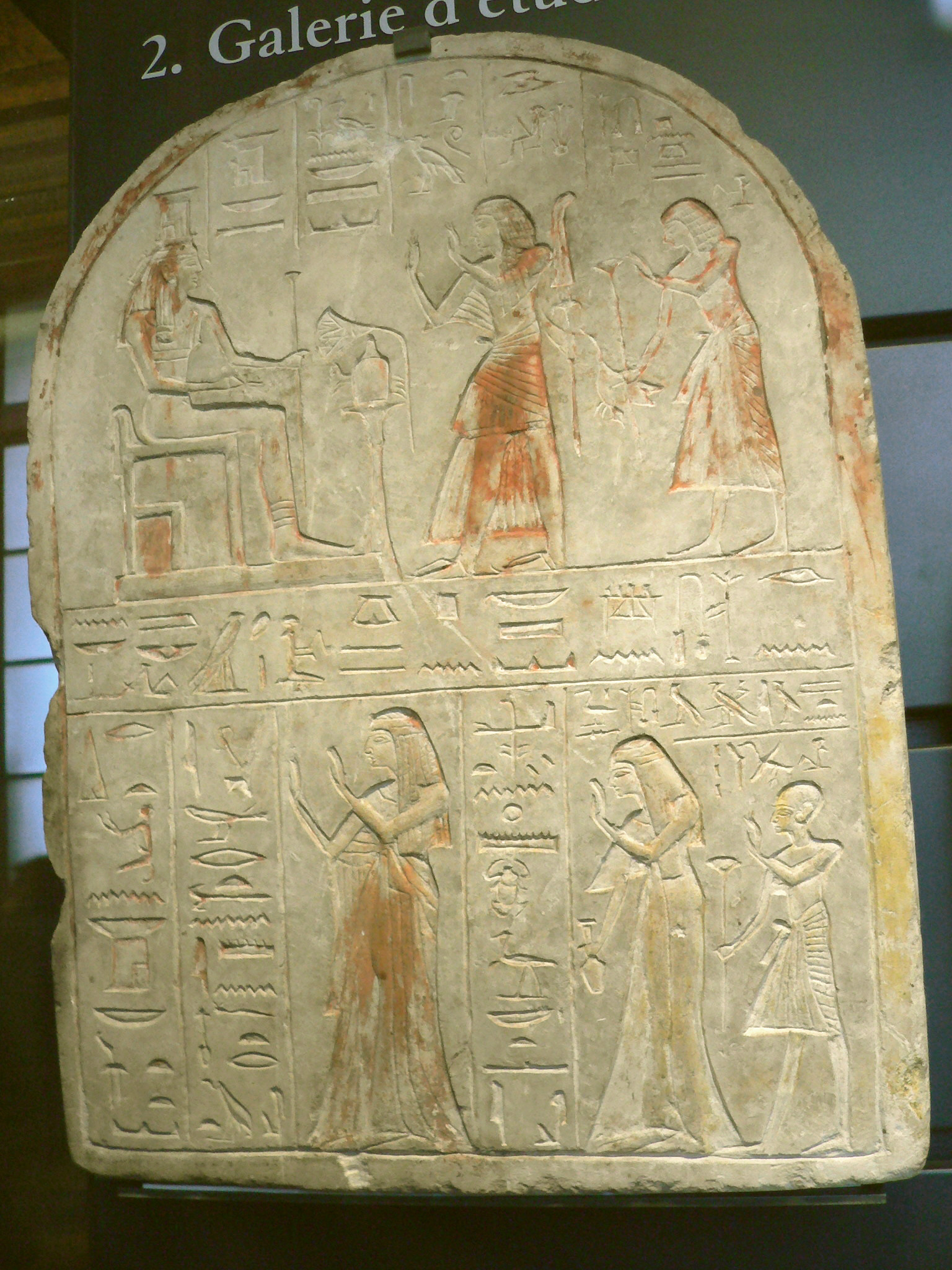
Setau y Mutnofret en una estela conservada en el Louvre.

Setau fue el virrey de Kush en la segunda mitad del reinado de Ramsés II, faraón de la dinastía XIX. Registros de la época muestran que Setau sirvió en este cargo desde el año 38 hasta al menos el 63 del reinado de Ramsés II, uno de los virreyes que más duró en el cargo.  Setau era un «graduado de la escuela real» y gozaba de un impresionante historial al servicio real que se detalla en una larga inscripción autobiográfica tallada en Uadi es-Sebua. Este templo fue construido para Ramsés II por Setau alrededor de 1236 a. C., año 44 del reinado de este faraón, y en el patio del templo se hallaba una estela, ahora en el Museo de El Cairo, que hace posible establecer su carrera y entender las funciones precisas de un virrey.
Setau era hijo de Siuadjet y de An, sacerdotisa cantora de Amón, y se casó con Mutnofret que parece haber jugado un papel especial, ya que siempre es mencionada junto con su marido. Empezó su carrera estudiando en la casa Jeneret, y alcanzó el cargo de "Gran Escriba del Chaty" y luego el de "Alcalde de la capital del Sur", "Gran Administrador de Amón", "Superintendente del Tesoro" y Director del festival de Amón" antes de ser finalmente nombrado virrey de Kush. Setau expone:

Yo era uno a quien su Señor ha instruido .... como un pupilo de palacio. Yo crecí en la morada real cuando era un joven ... me dieron pan y cerveza de todas las comidas reales. Me convertí en escriba en la escuela, fui nombrado "Jefe de los Escribas del Chaty", evalué todo el país con un pergamino. Una labor que yo convertí en mi tarea.

## Gobierno de Kush

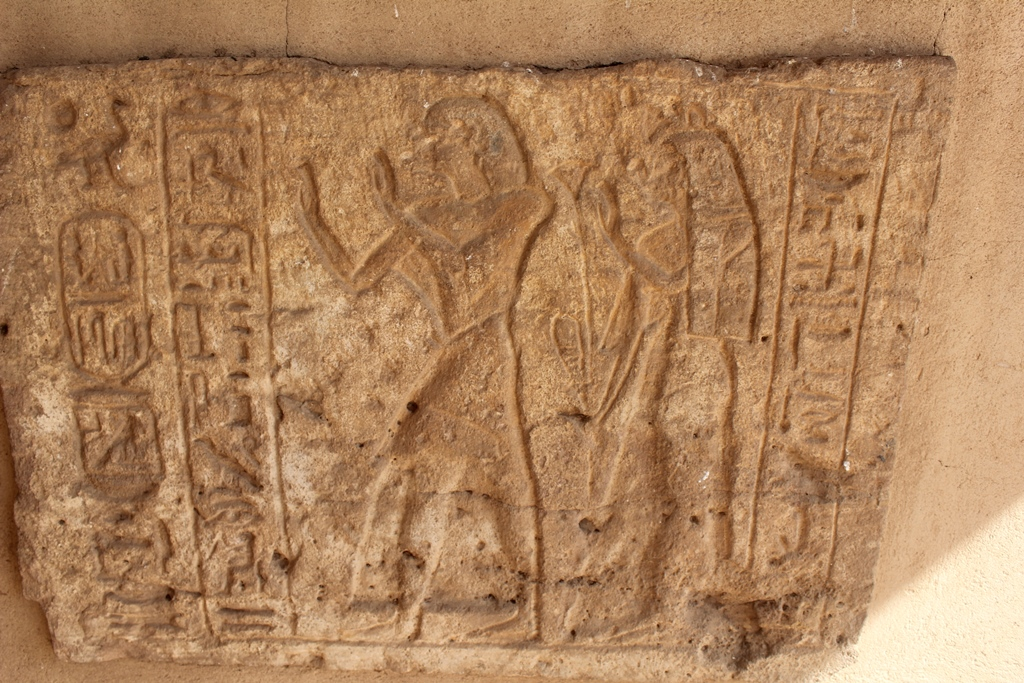
Estela, ahora en el Museo nacional de Sudán, con Setau y su mujer Mutnofret adorando a Ramsés II, cuyo Cartucho aparece a la izquierda.

Como virrey de Kush construyó o renovó numerosos monumentos, especialmente al sur de Tebas, y numerosos templos en Nubia. Destacan su propia capilla en Elkab y la restauración del templo de Abu Simbel. También fue el encargado de la construcción de un speos dedicado a Ptah en Gerf Hussein, y participó en el Templo de Amón en Uadi es-Sebua. Para los trabajos de construcción de este último templo se vio obligado a utilizar prisioneros de guerra sin formación, así como materiales de baja calidad, lo que repercutió en la construcción. Setau también participó en las acciones militares que le correspondían como gobernante de Nubia.

## Tumba

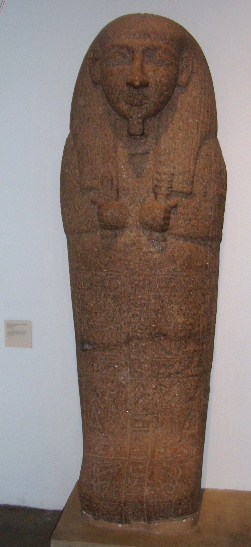
Sarcófago (tapa) de Setjau, virrey de Kush, bajo el reinado de Ramsés II. Museo Británico.

Su tumba y la de su esposa Mutnofret se encuentra en Dra Abu el-Naga (TT289), pero todavía no se han investigado en profundidad. La tumba es grande y está decorada con diferentes escenas: el cortejo fúnebre, el Libro de los Muertos, Setau solo o con Mutnofret ante distintos dioses. Los hallazgos realizados incluyen fragmentos del sarcófago de granito de Setau, y una tapa del ataúd de su esposa con figuras de Thot e Imset. Setau reutilizó para sí la pirámide perteneciente a la tumba TT288, perteneciente a Bekenjons, que también se fecha en el período ramésida.

### Citas
1. ↑  Joyce Tyldesley (2001): Ramesses: Egypt's Greatest Pharaohs, pág. 167.
2. ↑  Tyldesley, op. cit., pág. 167
3. 1 2 3  Lorna Oakes (2003): Pyramids, Temples and Tombs of Ancient Egypt: An Illustrated Atlas of the Land of the Pharaohs  pág. 203.
4. ↑  Tyldesley, op. cit. pág. 168
5. ↑  Porter,B. y Moss R.L.B. (1994): Topographical Bibliography of Ancient Egyptian Hieroglyphic Texts, Reliefs and Paintings: The Theban Necropolis, Part One: Private Tombs. Griffith Institute, Oxford.